# Air Canada Tango
Air Canada Tango era una sucursal subsidiaria de bajo costo de Air Canada, que se estableció en 2001 para ofrecer un servicio sencillo en algunas de las rutas de Air Canada y para reducir los costos operativos en la empresa principal en dificultades. Con sede en Toronto, Tango operaba en las principales rutas canadienses de mayor distancia entre ciudades como Toronto, Ottawa, Montreal, Calgary y Vancouver, así como a algunos destinos de vacaciones en los EE. UU. Y México, como Fort Lauderdale, Seattle, Tampa y Ciudad de México. 
El nombre de la aerolínea es la abreviatura de "Tan and Go", que se refiere a los destinos invernales del sur a los que había planeado servir. 

## Historia
La aerolínea fue lanzada el 10 de octubre de 2001, y los boletos estuvieron disponibles para su compra por primera vez el 11 de octubre de 2001. Tango comenzó a operar el 1 de noviembre de 2001 con una flota de aviones Airbus A320 y Boeing 737-200, ofreciendo tarifas de hasta 80 % de descuento en tarifas económicas de Air Canada con tarifa completa. Una innovación de Air Canada Tango fue el requisito de boletos electrónicos, lo que ahorra costos de boletos. 
En 2004, la aerolínea había dejado de volar. Después de consolidarse en Air Canada , el sitio web de Tango, flytango.com , se redirigió al sitio web de Air Canada, pero a partir de septiembre de 2018 está fuera de línea.
Air Canada mantuvo "Tango" como marca para su categoría de tarifa aérea más barata. Air Canada más tarde revivió el concepto de "aerolínea dentro de una aerolínea" orientado al ocio como Air Canada Rouge en 2012, una aerolínea que todavía vuela en la actualidad

## Galería
Aquí hay algunas fotos de Air Canada Tango

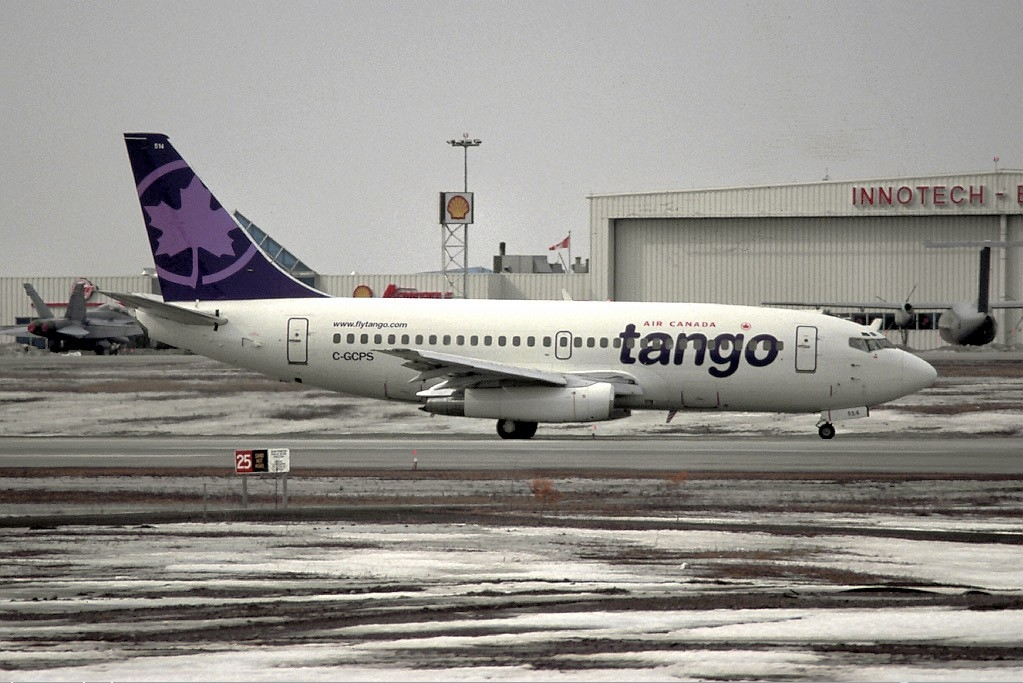
Boeing 737-200 en el aeropuerto de Ottawa

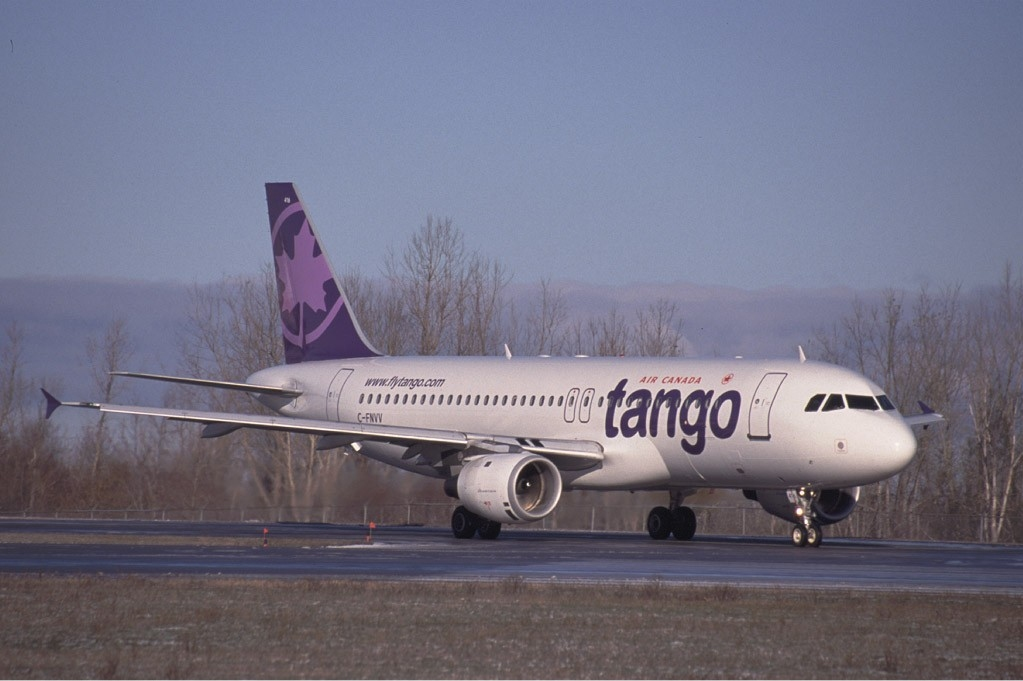
Airbus A320-200

- Datos: Q3089528
- Multimedia: Air Canada Tango / Q3089528